# The Rabble
The Rabble ist eine neuseeländische Punkband aus Auckland.
Die Band wurde 2001 von den Brüdern Chazz (Gesang, Gitarre) und Rupe Rabble (Gesang, Schlagzeug) gegründet. Bassist Jamie Rabble kam später hinzu.

## Diskografie
- 2006: This Is Our Lives (EP)
- 2006: No Clue, No Future (CD)
- 2007: The Battle’s Almost Over (CD)
- 2008: The New Generation (CD, Kompilation)
- 2011: Life’s a Journey (CD)
- 2024: Demos / Rarities - The Early Years